# Ranunculus lambertii
Ranunculus lambertii är en ranunkelväxtart som beskrevs av Felix. Ranunculus lambertii ingår i släktet ranunkler, och familjen ranunkelväxter. Inga underarter finns listade i Catalogue of Life.